# Olivia Nielsen
Anna Olivia Nielsen, född Christensen 7 november 1852 i Helsingör, död 11 juli 1910 i Aarhus, var en dansk fackföreningsordförande och socialdemokratisk politiker.

## Uppväxt och familj
Olivia Christensen växte upp i Helsingør under fattiga förhållanden och var dotter till Jørgen Christensen, som var tjänstekarl, och hans hustru Anne Marie Olsdatter. Olivia Christensen blev gift vid 20 års ålder med Oluf Peter Laurentius Nielsen och fick sin makes efternamn. Vid bröllopet var hon gravid och under en period på femton år kom paret att få nio barn, varav två dog i späd ålder. Den barnrika familjen gjorde att det blev svårare att klara försörjningen och Olivia Nielsen blev själv tvungen att arbeta utanför hemmet för att kunna förbättra familjens ekonomiska situation. Vilket yrke hon hade är oklart, men sannolikt arbetade hon som tvätterska. Under 1880-talet flyttade familjen till Köpenhamn, antagligen för att chanserna för att få arbete var bättre där.

## Fackligt arbete
I Köpenhamn kom Nielsen i kontakt med Kvindeligt Arbejderforbund (KAF), en lokal förening grundad 1885 som fackförening för tvätterskor och rengöringskvinnor och från 1890 även för kvinnliga industriarbetare. År 1891 blev Nielsen styrelsemedlem i föreningen och året därefter blev hon ordförande. Hon började med att införa månatliga styrelsemöten, en mer strukturerad dagordning och medlemsavgifter. Då hon tillträdde ordförandeposten var medlemsantalet lågt och föreningen plågades av ekonomiska problem. Detta var innan kvinnorna började organisera sig i större utsträckning, vilket gjorde det svårt att värva medlemmar. Nielsen reformerade föreningen och de följande åren anordnades bland annat agitationsmöten på industriarbetsplatserna för de kvinnliga medarbetarna. Man hyrde in kända talare, däribland Johanne Meyer från Kvindelig Fremskridtsforening och M.C. Lyngsie, ordförande för Arbejdsmændenes Forbund. Talarna från båda föreningarna drev i övrigt ett nära samarbete med KAF.
Agitationsmötena visade sig ge resultat och man organiserade nu kvinnor i exempelvis de bryggerier och tryckerier som fanns i staden. Detta bidrog till att man kunde börja med löneförhandlingar. Det första löneavtalet slöts med Tuborg 1896. Däremot råkade man i konflikt med reptillverkaren Jacob Holm og Sønners Reberbane, då direktören vägrade att förhandla med både förbundet och med Nielsen. Det fick som följd att KAF utlyste en strejk bland de anställda kvinnorna på företaget, vilken kom att vara i sju veckor. KAF rönte framgångar och man åstadkom förbättringar vad gällde löner och arbetsförhållanden. Nielsen kom dock personligen inte att bli kvitt företagets direktör, då denne hade anmält henne för ärekränkning då hon och KAF hade skickat in artiklar om arbetsförhållandena på företaget i tidningen Social-Demokraten. Nielsen ledsagades till rätten av sin man, då han var hennes förmyndare, och parterna kom överens om en uppgörelse. År 1898 bildades paraplyorganisationen De samvirkende Fagforbund, i vilken KAF var en av grundarna. I denna organisation valdes Nielsen in i representantskapet och från och med år 1907 var hon även medlem av verksamhetsutskottet. Hon blev sedermera även ordförande för De kvindelige Herreskrædderes Fagforening.
Fackföreningen växte och på 1890-talet började självständiga avdelningar växa fram i bland annat Randers, Svendborg, Næstved och Køge. År 1900 beräknades medlemsantalet vara omkring tusen personer, vilket utgjorde grunden till att en landstäckande organisation bildades på en kongress 1901 under namnet Kvindeligt Arbejderforbund, oftast benämnd som endast Kvindeligt Arbejderforbund (KAD). På samma kongress, den första av sitt slag i en förening för kvinnor, valdes Nielsen till förbundsordförande. Hon fortsatte dock med sitt uppdrag som ordförande för KAD:s huvudavdelning parallellt med sitt nya uppdrag och hon blev även ordförande för förbundets strejkkassa som upprättades år 1909. Hon kom att inneha dessa förtroendeuppdrag fram till sin död år 1910. Vid tidpunkten då KAD bildades hade förbundet ett medlemsantal på ungefär tvåtusen.

## Politiskt arbete
Nielsen slöt sig till den socialdemokratiska delen av arbetarrörelsen. Hon kom att bli en av de två första kvinnliga talarna, tillsammans med Andrea Brochmann, på en första majdemonstration i Köpenhamn 1899. I sitt tal framhöll Nielsen bland annat den betydelse som en åtta timmars arbetsdag innebar för landets kvinnor. År 1909 blev kvinnor för första gången berättigade att kandidera i kommunalvalen. Nielsen blev nominerad som kandidat för Socialdemokratiet till Köpenhamns Borgerrepræsentation, stadens högsta politiska myndighet. Till en början blev hon invald som suppleant, men direkt efter valet blev hon en ordinarie medlem av representationen. Här var hon inte den enda kvinnan med ett förflutet inom fackföreningsrörelsen, för också Henriette Crone och Anna Johansen hade sin bakgrund förankrad där.

## Nielsens sista år och död
Äktenskapet med maken Oluf Nielsen var på nedgång och 1901 skildes de. Olivia Nielsen blev förmyndare för de två yngsta barnen, som då var 17 respektive 13 år gamla. Oluf Nielsen dog ett år senare och Olivia Nielsen stod för begravningskostnaderna. De därpå följande åren hade hon en inneboende, Gustav Olsen, som var några år yngre än henne själv, separerad och med tjänst som sekreterare i KAD. Han köpte ett hus åt dem i Brønshøj som de bodde i, men något äktenskap dem emellan kom aldrig till stånd. Nielsen dog på sitt arbete då hon gästade Dansk Arbejdsmandsforbunds kongress i Aarhus år 1910. Innan hon dog bad hon KAD:s styrelse att välja hennes dotter, Gudrun Bodø, som suttit i styrelsen, till förbundets ordförande. Olivia Nielsens gravvård återfinns idag på Brønshøj kirkegård och lät resas av KAD.